# غلام محمد الوستانوي
غلام محمد الوَستانوي (1 يونيو 1950 – 4 مايو 2025) كان عالماً ومربياً إسلامياً هندياً، عُرف بجهوده في دمج التعليم الديني التقليدي مع العلوم العصرية. أسس وترأس الجامعة الإسلامية إشاعة العلوم في أكل كوا، ولاية مهاراشترا. تضم المؤسسة أول كلية طبية مملوكة للأقليات في الهند، معترفاً بها من قِبل المجلس الطبي الهندي (MCI). كما شغل منصب رئيس دار العلوم ديوبند لفترة وجيزة في عام 2011.

## ولادته، تعليمه، ونشأته
وُلد غلام محمد الوستانوي في 1 يونيو 1950 في قرية كوساري، منطقة سورت، ولاية كجرات. في عام 1952 أو 1953، انتقلت عائلته إلى قرية وستان، والتي اشتُق منها لقبه. بدأ الوستانوي تعليمه المبكر في مدرسة "مدرسة قوة الإسلام" في كوساري، حيث حفظ القرآن الكريم.
لاحقًا، درس في "مدرسة شمس العلوم" في فادودارا، وتابع تعليمه في مدرسة فلاح دارين في تركيسر، كجرات، ابتداءً من عام 1964. قضى هناك ثماني سنوات، أكمل خلالها دراسته في أوائل عام 1972 تحت إشراف علماء مثل أحمد بيمات، وعبد الله الكابودروي، وشير علي الأفغاني، وذو الفقار علي.
في أواخر عام 1972، التحق الوستانوي بـجامعة مظاهر علوم في سهارنفور، أترا براديش، حيث درس العلوم الإسلامية المتقدمة، بما في ذلك الحديث الشريف، تحت إشراف علماء مثل محمد يونس الجونفوري. أكمل تعليمه هناك في عام 1973. بالإضافة إلى دراساته الإسلامية، حصل الوستانوي أيضًا على شهادة ماجستير إدارة الأعمال (MBA).
في عام 1970، أثناء دراسته في مدرسة فلاح دارين، كوّن علاقة إصلاحية مع محمد زكريا الكاندهلوي. وبعد وفاة الكاندهلوي في عام 1982، طلب الإرشاد الروحي من صديق أحمد الباندوي، الذي أجازه لاحقًا في التصوف. كما حصل على الإجازة في التصوف من محمد يونس الجونفوري.

## حياته العملية والتعليمية
بعد إكمال دراسته، بدأ الوستانوي التدريس في قرية بودهان، بمنطقة سورت، لمدة عشرة أيام. في وقت لاحق من عام 1973، انضم إلى دار العلوم كانتاريا في بروش، حيث قام بتدريس اللغة الفارسية والعلوم الإسلامية المتوسطة.
في عام 1979، أسّس الوستانوي الجامعة الإسلامية إشاعة العلوم في أكل كوا، ولاية مهاراشترا. في بداياتها، كانت المؤسسة تعمل بموارد محدودة، وبدأت بستة طلاب ومدرس واحد في موقع صغير. ومع مرور الوقت، توسّعت بشكل كبير وأصبحت مؤسسة بارزة تدمج بين التعليم الإسلامي والتعليم العصري. انتقل الوستانوي للإقامة الدائمة في أكل كوا من أجل إدارة المؤسسة بفعالية. وقد شغل منصب رئيس الجامعة منذ تأسيسها عام 1979 وحتى وفاته في 4 مايو 2025. وبعد وفاته، انتُخب نجله حذيفة الوستانوي رئيسًا جديدًا للجامعة من قِبل أعضاء مجلس الشورى بالجامعة.
تشمل المؤسسة المدارس الابتدائية والثانوية العليا، وكليات البكالوريوس في التربية (B.Ed.) والدبلوم في التعليم (D.Ed.)، فضلاً عن برامج مهنية. كما تقدم المؤسسة دورات مهنية مثل الهندسة، والصيدلة، وكلية طبية معترف بها من قبل المجلس الطبي الهندي (MCI). بالإضافة إلى ذلك، توفر المؤسسة تدريبًا مهنيًا في مجالات مثل تكنولوجيا المعلومات، وإدارة المكاتب، والخياطة، وتطوير البرمجيات. يهدف هذا النموذج التعليمي المدمج إلى إعداد الطلاب للأدوار الدينية والاجتماعية المعاصرة.
بالإضافة إلى تأسيس وإدارة الجامعة الإسلامية إشاعة العلوم، أنشأ الوستانوي العديد من المؤسسات التعليمية والخيرية في أنحاء متعددة من الهند. كما كان نشطًا في إدارة والإشراف على هذه المؤسسات وغيرها في أنحاء البلاد.
في عام 1998 (1419 هـ)، أصبح الوستانوي عضوًا في مجلس إدارة (مجلس الشورى) دار العلوم ديوبند، كما شغل منصب عضو خلال فترة توليه منصب الرئيس لها. ولا يزال يحتفظ بهذا المنصب كعضو في المجلس.

### منصب رئیس الجامعة والتحديات في دار العلوم ديوبند
انتُخب الوَستانوي رئيسًا لـدار العلوم ديوبند في 11 يناير 2011، في خطوة اعتبرها البعض نقلة إصلاحية في قيادة المؤسسة. ومع ذلك، أثارت تصريحاته التصالحية حول أعمال شغب كجرات عام 2002 جدلًا واسعًا، وتعرض بسببها لانتقادات من عدة أطراف. واعتُبرت هذه التصريحات من قبل منتقديه متعارضة مع النهج التقليدي للجامعة، مما أدى إلى خلافات داخلية. وفي 23 يوليو 2011، تم عزل الوستانوي من منصبه وسط ضغوط متزايدة وخلافات داخلية.
عقب عزله، صرّح الوَستانوي في عدة مقابلات إعلامية أنه "عوقب دون أي خطأ من جانبه"، وأن تصريحاته أُخرجت من سياقها. وأكد أن هدفه كان التركيز على تطوير المجتمع المسلم وتنفيذ إصلاحات تعليمية داخل المؤسسة. وبحسب ما ورد في تصريحاته، فقد رأى أن عزله كان نتيجة لمعارضة داخلية من جهات مناهضة للإصلاح.

## المزيد من القراءة
- خالد يوسف، الشطي؛ صالح خالد، المسباح؛ باسم، عبد الرحمن، المحررون (سبتمبر 2023). "الشيخ غلام الوستانوي علّم نصف مليون طالب في مدارسه وجامعاته بدعـم كبير من دولة الكويت" (PDF). مجلة فنار. الكويت ع. 22: 22–23. مؤرشف (PDF) من الأصل في 2024-11-26. اطلع عليه بتاريخ 2025-01-09.